# Obłazowa Skałka

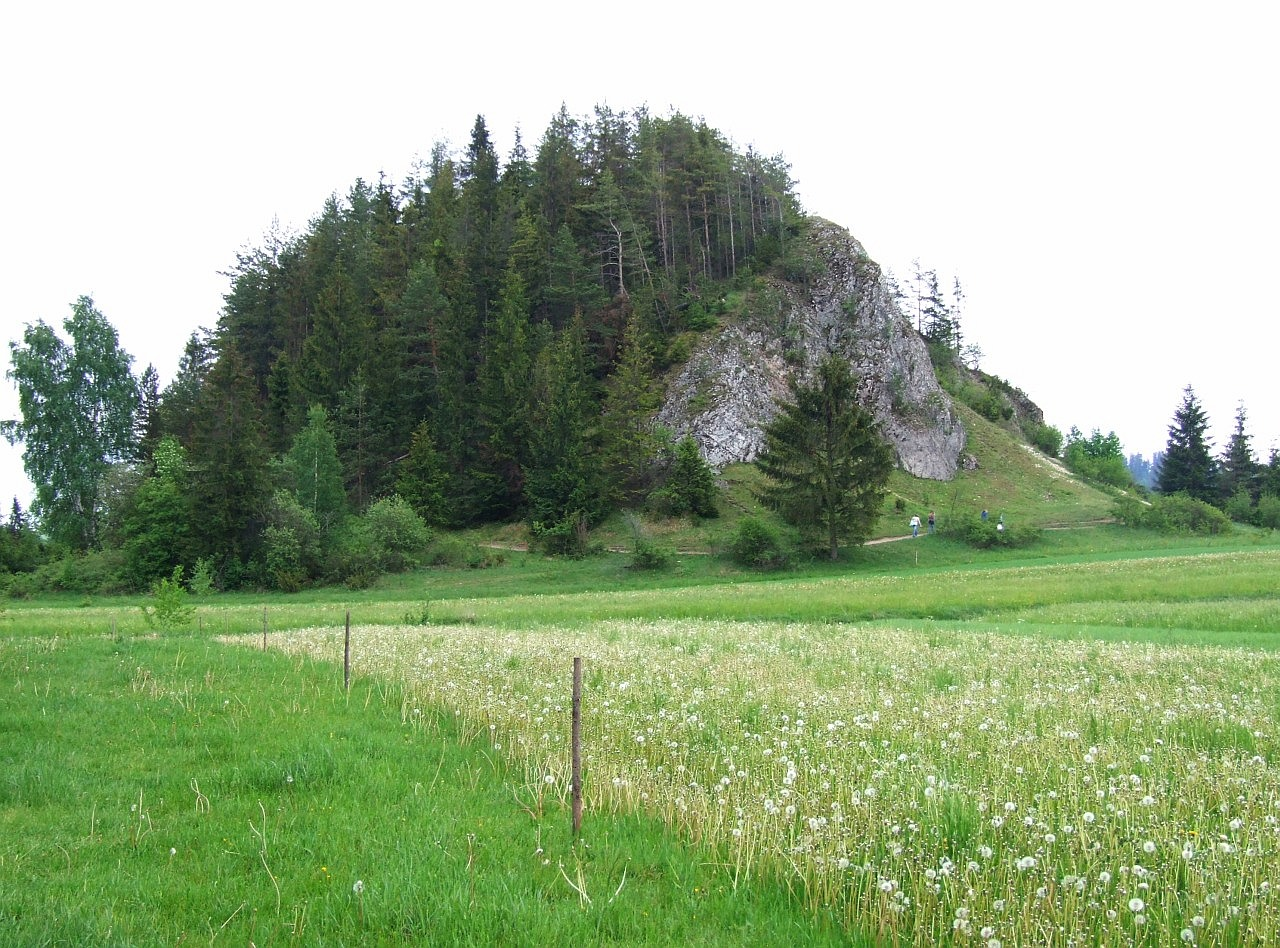
Obłazowa od wschodniej strony

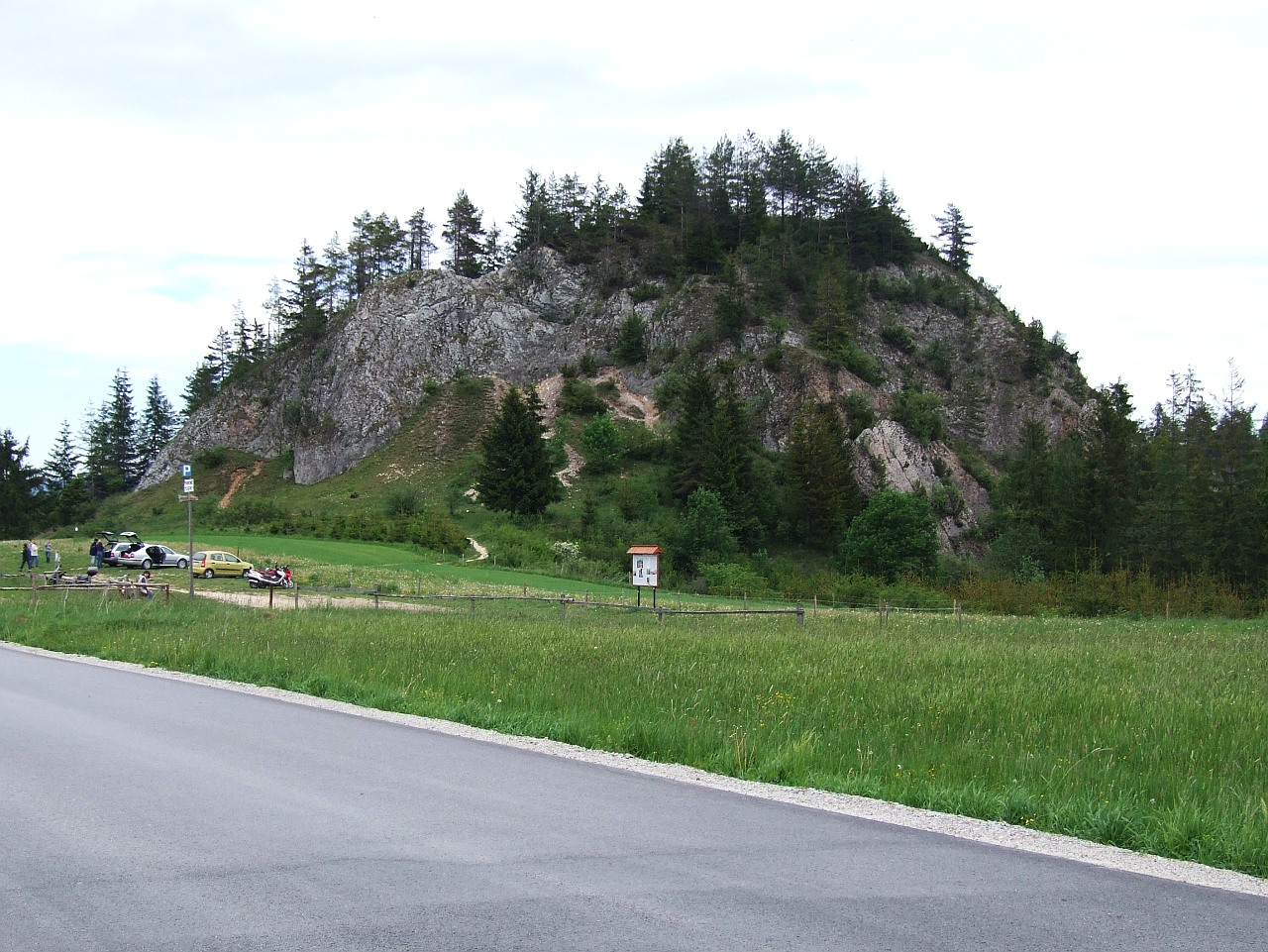
Obłazowa od strony parkingu

Obłazowa Skałka lub Obłazowa Skała – izolowana skała wapienna położona w miejscowości Nowa Biała w województwie małopolskim, w powiecie nowotarskim, w gminie Nowy Targ. Wznosi się na lewym brzegu Białki na wysokość 670 m n.p.m. Jej względna wysokość nad poziomem wody w Białce wynosi 53 m. Formalnie znajduje się na granicy Kotliny Orawsko-Nowotarskiej i Pogórza Bukowińskiego, pochodzi jednak z tego samego masywu skalnego co należąca już do Pienin Spiskich Kramlica znajdująca się po drugiej stronie Białki. Masyw ten rozcięty został przez Białkę, która dokonała tutaj szerokiego na 100 m przełomu. Dwie oddzielne obecnie skały tworzą bramę po obu stronach Białki. Geologicznie jest to część Pienińskiego Pasa Skałkowego.
Nazwa skały pochodzi od przyległego pola „Obłazy” i w dokumentach notowana jest już w 1585 roku.
Obłazowa jest nie tylko dużą atrakcją turystyczną, ale ma też duże znaczenie przyrodnicze i naukowe. Zbudowana jest z białych i czerwonych wapieni poprzetykanych marglami puchowskimi o ceglastoczerwonym kolorze. W południowo-wschodnim jej zboczu znajdują się dwie jaskinie: Schronisko w Obłazowej Pierwsze i Schronisko w Obłazowej Drugie. W zboczu południowym znajduje się Jaskinia w Obłazowej, w której odkryto ślady prehistorycznych ludzi. Najstarsze z nich należą do środkowopaleolitycznej kultury mustierskiej sprzed 40 tys. lat. Wyjątkowy charakter ma zachowany w bardzo dobrym stanie przedmiot z ciosu mamuta, uważany za najstarszy bumerang na świecie. Znaleziono też szczątki lwa jaskiniowego, hieny jaskiniowej i innych zwierząt żyjących w plejstocenie. Występuje tutaj też bardzo ciekawa flora z dużym udziałem roślin typowo górskich, które przyniesione zostały z Tatr przez wody Białki.
Na szczycie Obłazowej odkryto ślady słowiańskich ognisk sobótkowych. U podnóża, przy samej rzece znajduje się nieduża Okrągła Skałka. Przez wydrążone w niej szczeliny przepływa woda Białki. Na rozległych łąkach po zachodniej stronie Obłazowej widoczna jest samotna skała – jest to Cisowa Skała.
Przełomowy odcinek Białki między Obłazową a Kramnicą objęty jest ochroną prawną jako rezerwat przyrody „Przełom Białki pod Krempachami”.